# Pomrčina Sunca 12. kolovoza 2026.
Potpuna pomrčina Sunca dogodit će se u Mjesečevu silaznom čvoru orbite u srijedu, 12. kolovoza 2026., dva dana nakon perigeja, u dijelovima Sjeverne Amerike i gotovo cijeloj Europi. Potpuna pomrčina proći će iznad Arktika, Grenlanda, Islanda, Atlantskog oceana i sjeverne Španjolske. Točaka najvećeg trajanja i najveće pomrčine biti će samo 45 km od zapadne obale Islanda na 65°10.3' N i 25°12.3' W, gdje će ukupnost trajati 2m 18.21s. Bit će to prva potpuna pomrčina Sunca vidljiva na Islandu od 30. lipnja 1954., također Sarosova serija 126 (silazni čvor), i jedina koja će se dogoditi u 21. stoljeću jer će na Islandu sljedeća biti vidljiva 2196. godine. Kako će se mjesečev perigej dogoditi 10. kolovoza 2026., dva dana prije potpune pomrčine Sunca, prividni promjer Mjeseca bit će veći.
Potpuna pomrčina proći će preko sjeverne Španjolske od obale Atlantika do obale Sredozemnog mora kao i Balearskog otočja. Potpuna pomrčina bit će vidljiva iz gradova A Coruña, Valencia, Zaragoza, Palma i Bilbao, ali i Madrid i Barcelona bit će izvan putanje totalnosti.
Posljednja potpuna pomrčina u kontinentalnoj Europi dogodila se 11. kolovoza 1999. godine.
Posljednja potpuna pomrčina Sunca u Španjolskoj dogodila se 30. kolovoza 1905. i slijedila je sličnu putanju diljem zemlje. Sljedeća potpuna pomrčina vidljiva u Španjolskoj dogodit će se manje od godinu dana kasnije, 2. kolovoza 2027. godine. Djelomična pomrčina prekrit će više od 90% Sunca u Irskoj, Velikoj Britaniji, Portugalu, Francuskoj, Italiji, na Balkanu i u sjevernoj Africi te u manjoj mjeri u većem dijelu Europe, Sjevernoj Africi i Sjevernoj Americi.

## Okolnosti
Staza pomrčine ide od sjevernog Sibira preko cijele Arktičke regije, Islanda, istočnog Atlantika do Španjolske i Mediterana.

### Pomrčina Sunca i polarna svjetlost
U području sjeverne Rusije gdje će totalnost započeti s izlaskom sunca, polarna svjetlost također bi mogla biti vidljiva do početka nautičkog sumraka, ovisno o intenzitetu auroralne aktivnosti tog datuma. Ako se istovremeno dogodi geomagnetska oluja izuzetno visokog intenziteta, mogli bi postojati izgledi da se aurora vidi istovremeno s pomračenim Suncem. Na istoku poluotoka Tajmir totalna faza započet će 13. kolovoza u 0:00 po lokalnom vremenu tijekom ponoćnog sunca.

### Pomrčina Sunca ispod horizonta
Zbog značajne gamme pomrčine (više od 0,8), promatrači tamo gdje je potpuno pomračeno Sunce odmah ispod horizonta imat će priliku promatrati mjesečevu sjenu u visokoj atmosferi, kao i skraćeni civilni sumrak i produljeni nautički sumrak. Zatamnjenje neba u sumrak moglo bi poboljšati šanse za promatranje unutarnjeg zodijačkog svjetla.

## Povezane pomrčine

### Pomrčine 2026.
- Prstenasta pomrčina Sunca 17. veljače 2026.
- Potpuna pomrčina Mjeseca 3. ožujka 2026.
- Potpuna pomrčina Sunca 12. kolovoza.
- Djelomična pomrčina Mjeseca 28. kolovoza 2026.

## Vanjske poveznice
- http://eclipse.gsfc.nasa.gov/SEplot/SEplot2001/SE2026Aug12T. GIF
- https://eclipse.gsfc.nasa.gov/SEpath/SEpath2001/SE2026Aug12Tpath.html